# New Born
"New Born" é uma canção da banda inglesa de rock alternativo Muse que está no álbum Origin of Symmetry e no DVD Hullabaloo. A canção foi lançada como single em 5 de junho de 2001 no Reino Unido. A música contem uma melodia bem avançada com um solo de piano predominante que foi usado em muitas outras músicas do grupo como "Sunburn" e "Bliss".
A canção foi um sucesso comercial, chegando a posição #12 na UK Singles Chart.

## Faixas
Todas as letras escritas por Matthew Bellamy. 
| CD 1 |                      |         |  |
| N.º  | Título               | Duração |  |
| 1.   | "New Born"           | 6:05    |  |
| 2.   | "Shrinking Universe" | 3:30    |  |
| 3.   | "Piano Thing"        | 2:55    |  |

| CD 2 |                          |         |  |
| N.º  | Título                   | Duração |  |
| 1.   | "New Born"               | 6:05    |  |
| 2.   | "Map of Your Head"       | 4:01    |  |
| 3.   | "Plug In Baby" (Ao vivo) | 3:51    |  |

| 7" Vinil |                      |         |  |
| N.º      | Título               | Duração |  |
| 1.       | "New Born"           | 6:05    |  |
| 2.       | "Shrinking Universe" | 3:30    |  |

| CD single Holandês |                                                                      |         |  |
| N.º                | Título                                                               | Duração |  |
| 1.                 | "New Born"                                                           | 6:04    |  |
| 2.                 | "Shrinking Universe"                                                 | 3:09    |  |
| 3.                 | "Map of Your Head"                                                   | 3:41    |  |
| 4.                 | "Plug In Baby" (Ao vivo em Paradiso, Amsterdam, 12 de abril de 2001) | 3:31    |  |

| New Born Remix 12" |                                          |         |  |
| N.º                | Título                                   | Duração |  |
| 1.                 | "New Born" (Oakenfold Perfecto Remix)    |         |  |
| 2.                 | "Sunburn" (Timo Maas Sunstroke Remix)    |         |  |
| 3.                 | "Sunburn" (Timo Maas Breakz Again Remix) |         |  |

### New Born EP
| EP (New Born foi lançado como EP em 5 de junho de 2001 na Grecia e no Chipre pela Columbia Records) |                                       |         |  |
| N.º                                                                                                 | Título                                | Duração |  |
| 1.                                                                                                  | "New Born"                            |         |  |
| 2.                                                                                                  | "Shrinking Universe"                  |         |  |
| 3.                                                                                                  | "Piano Thing"                         |         |  |
| 4.                                                                                                  | "Map of Your Head"                    |         |  |
| 5.                                                                                                  | "Plug In Baby" (Ao vivo)              |         |  |
| 6.                                                                                                  | "New Born" (Oakenfold Perfecto Remix) |         |  |

## Tabelas musicais
| Paradas (2001)                 | Melhor posição |
| ------------------------------ | -------------- |
| Reino Unido (UK Singles Chart) | 12             |